# كارل مورتون
كارل مورتون (بالإنجليزية: Carl Morton)‏ هو لاعب كرة قاعدة أمريكي، ولد في 18 يناير 1944 في كانساس سيتي في الولايات المتحدة، وتوفي في 12 أبريل 1983 في تلسا في الولايات المتحدة بسبب نوبة قلبية.

## وصلات خارجية
- كارل مورتون على موقع دوري كرة القاعدة الرئيسي (الإنجليزية)
- كارل مورتون على موقعبيزبول رفرنس.كوم (الدوري الرئيسي) (الإنجليزية)
- كارل مورتون على موقعبيزبول رفرنس.كوم (الدوري الثانوي) (الإنجليزية)
- كارل مورتون على موقع إي إس بي إن.كوم (أم.أل.بي) (الإنجليزية)
- كارل مورتون على موقع مشجعي الرسوم البيانية (الإنجليزية)